# Oppagne
Oppagne est un village de la commune belge de Durbuy situé en Région wallonne dans la province de Luxembourg.
Avant la fusion des communes, Oppagne faisait partie de la commune de Wéris qui réunissait les villages de Wéris, Oppagne, Morville et le hameau de Pas-Bayard qui existe toujours mais est rattaché à Oppagne.
Oppagne est célèbre avant tout pour ses menhirs et son dolmen en communication avec ceux de Wéris.
Oppagne dispose aussi d'une magnifique église gothique l'église Saint Martin.

## Situation
Le village se situe entre les villages de Wéris et de Soy et près des hameaux de Biron, Fisenne et Wenin qui se trouve dans le prolongement nord du village. Oppagne se trouve sur une hauteur dans la région calcaire de la Calestienne à proximité de l'Ardenne.

## Description
Oppagne est composé de fermes et de maisons bâties en moellons de pierre calcaire ou en brique. L'église a été construite avec ces deux matériaux.

## Menhirs et dolmen

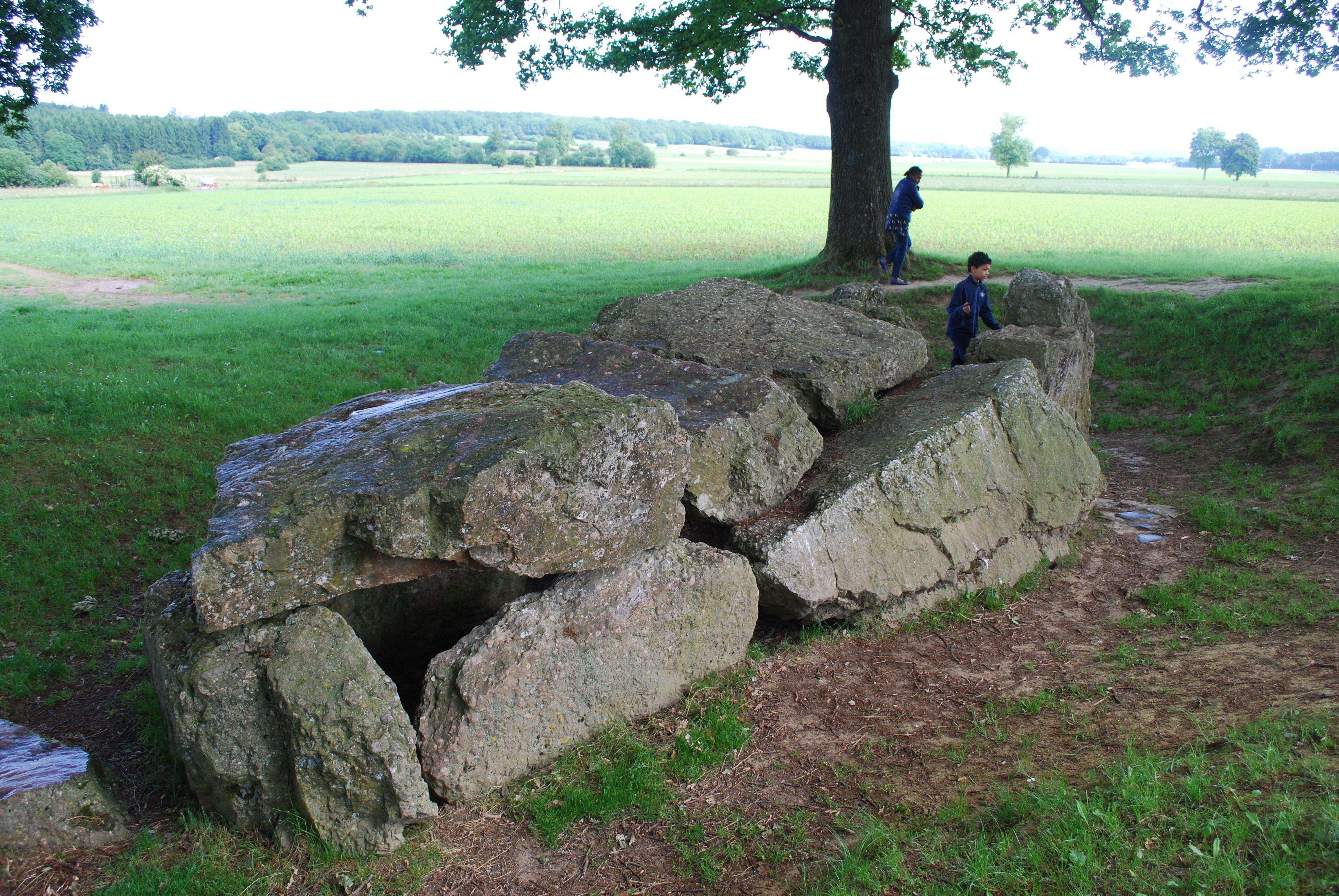
Dolmen d'Oppagne

### Les menhirs d'Oppagne
Signalés pour la première fois en 1888, les trois menhirs d'Oppagne ont été redressés en 1933. Les menhirs d'Oppagne sont à l'extrémité sud des alignements de Wéris.

### Le dolmen d'Oppagne
Découverte en 1888, l'allée couverte d'Oppagne se trouve à 1 500 mètres au sud du dolmen de Wéris I. Entourée de quatre chênes et cinq menhirs (dont quatre ont été redressés), le dolmen est constitué de 16 poudingues. L'ensemble mesure 9,90 m × 4.60 m.